# Vyšná Voľa
Vyšná Voľa est un village de Slovaquie situé dans la région de Prešov.

## Histoire
Première mention écrite du village en 1310.

## Démographie

### Évolution de la population
| Année:               | 1994. | 2004.   | 2014.   | 2024.   |
| -------------------- | ----- | ------- | ------- | ------- |
| Nombre de personnes: | 386   | 397     | 398     | 402     |
| Différence:          |       | +2,84 % | +0,25 % | +1,00 % |

| Année:               | 2023. | 2024.  |
| -------------------- | ----- | ------ |
| Nombre de personnes: | 400   | 402    |
| Différence:          |       | +0,5 % |